# Lithobius urbanus
Lithobius urbanus är en mångfotingart som först beskrevs av Chamberlin 1944.  Lithobius urbanus ingår i släktet Lithobius och familjen stenkrypare. Inga underarter finns listade i Catalogue of Life.